# 敵討禁止令
敵討禁止令（かたきうちきんしれい、明治6年2月7日太政官布告第37号）は、1873年（明治6年2月7日）に出された法令。仇討禁止令（あだうちきんしれい）、復讐禁止令（ふくしゅうきんしれい）とも呼ばれる。

## 概要
明治新政府は明治元年（1868年）に仮刑律が制定され、従来の仕組みを踏襲して敵討を公認した。これはあくまで仮刑律であって将来における改正を前提にした刑法であった。
刑法官判事試補の鈴木唯一が武士の無礼討を取り上げる形で私刑を禁止する建議をし、同じく私刑である敵討も議論の対象となった。明治新政府による秩序が整い、法律尊重の思想が広まるにつれて、敵討の是非が政府内で議論されるようになった。
議論は1873年（明治6年）にまで続き、同年2月7日に司法卿の江藤新平の強いイニシアチブにより作られた太政官布告第37号として「敵討禁止令」が布告された（ただし、江藤は14日前に司法省予算削減に抗議して司法卿の辞表を提出している）。
これにより敵討は禁止され、近親者等を害された者は事実を明らかにしてできるだけ早く司法官憲に訴え出ることとし、国家が法律に基づいて被害者に代わって加害者を処罰することが規定された。
敵討についての条文が完全に法典から消えたのは1880年（明治13年）の刑法の頒布からである。